# عضلة رافعة للشفة العلوية
العضلة الرافعة للشفة العلوية (بالإنجليزية: Levator labii superioris)‏ وتُسمى أيضا العضلة المربعة للشفة العلوية (بالإنجليزية: quadratus labii superioris)‏، هي عضلة تعمل على رفع الشفة العليا وتُستخدم في تعابير الوجه، وهي عبارة عن صفحة عريضة يمتد أصلها من جانب الأنف ويصل إلى العظم الوجني.

## منشأ العضلة
تنشأ العضلة الرافعة للشفة العلوية من منتصف الحافة تحت محجر العين.

## مغرز العضلة
ترتكز العضلة الرافعة للشفة العلوية في جلد وعضلة الشفة العليا.

## معرض الصور

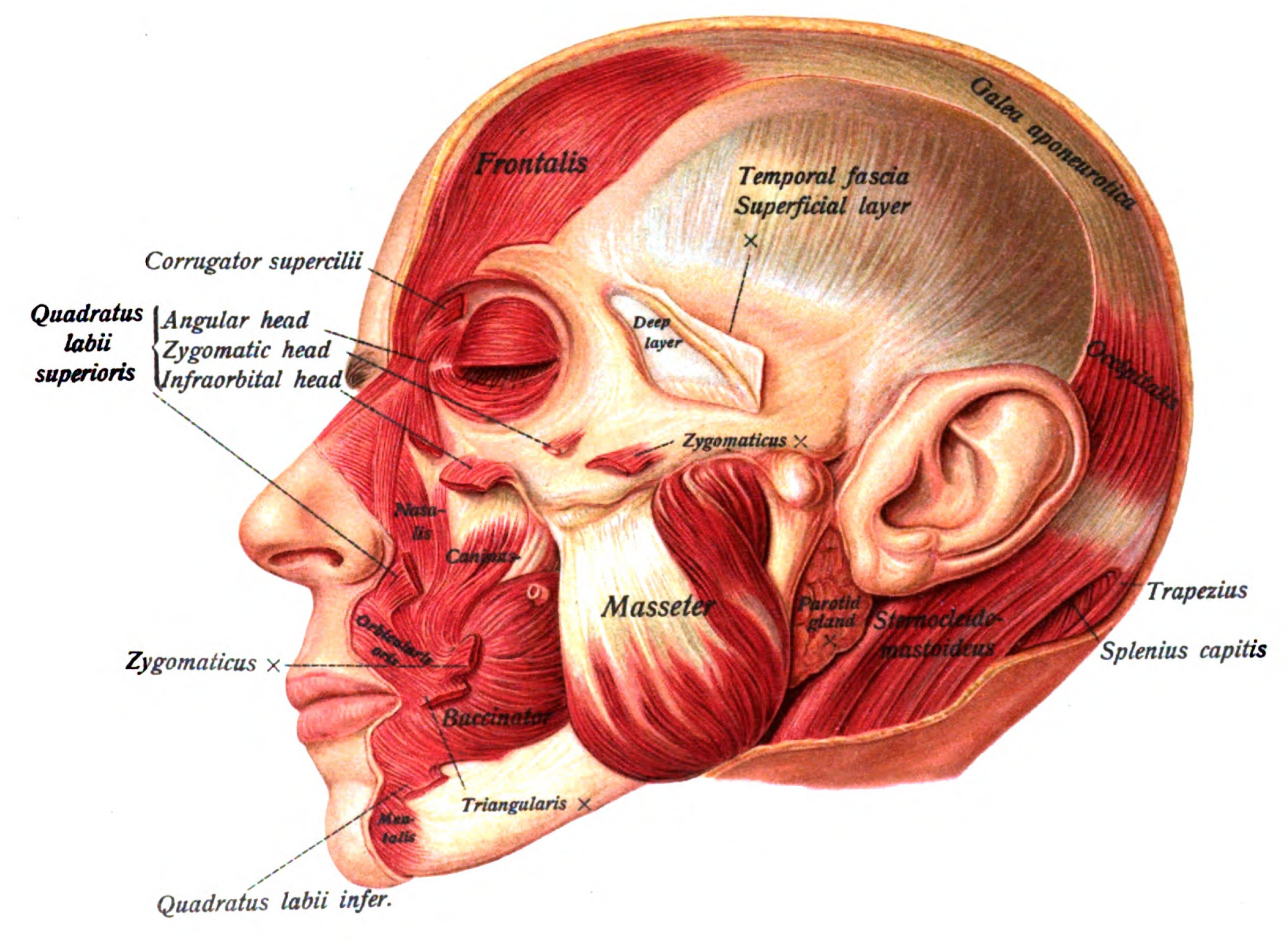
"العضلة الرافعة للشفة العلوية" موضحة في الرسم تحت اسم:quadratus labii superioris.
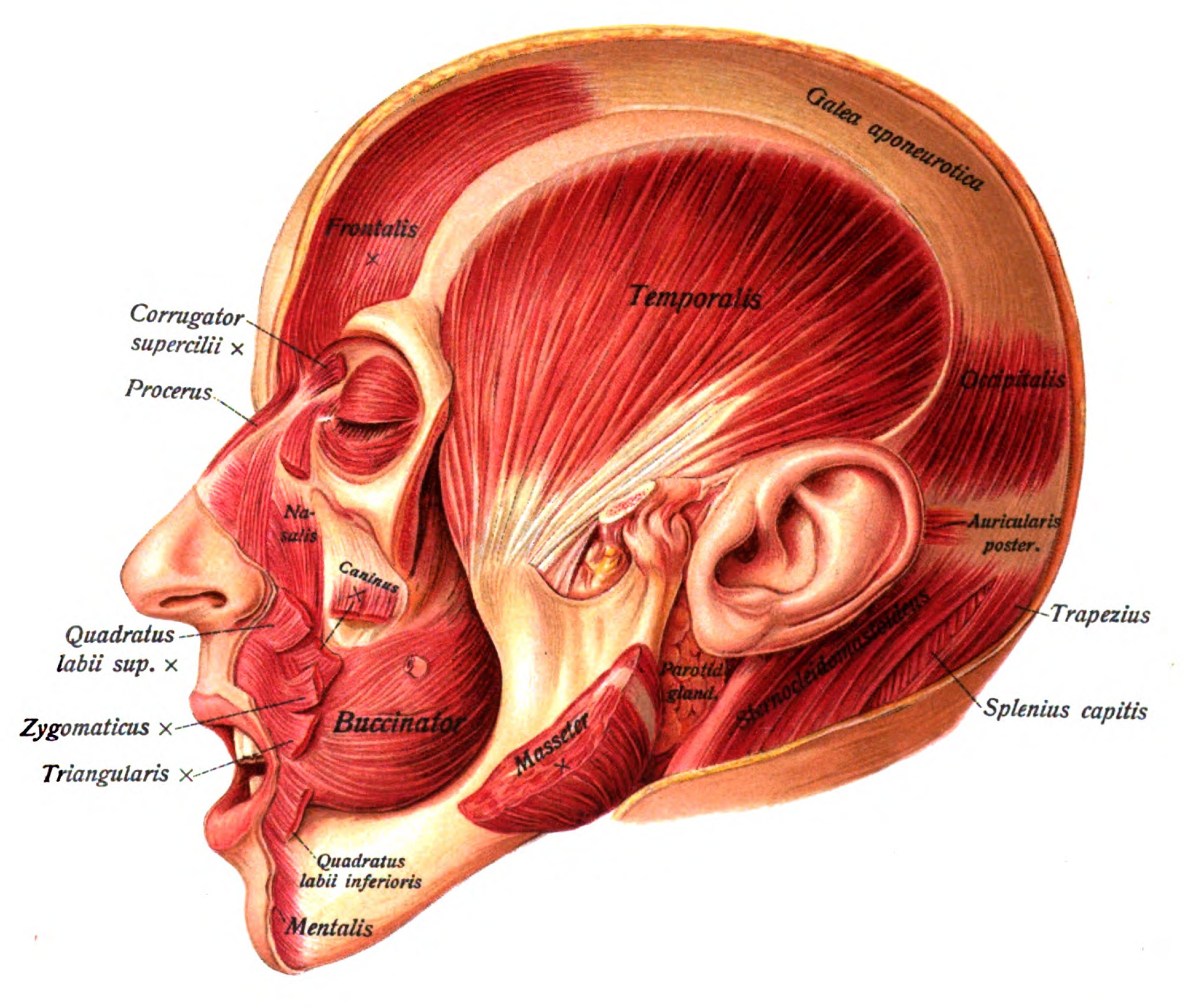
"العضلة الرافعة للشفة العلوية" موضحة في الرسم تحت اسم:quadratus labii sup.
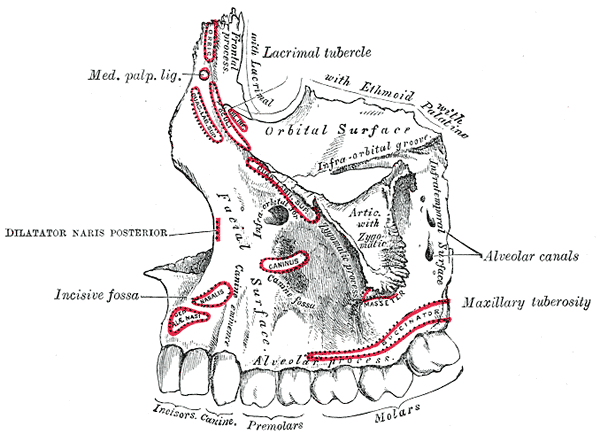
الفك الأيسر. السطح الخارجي.
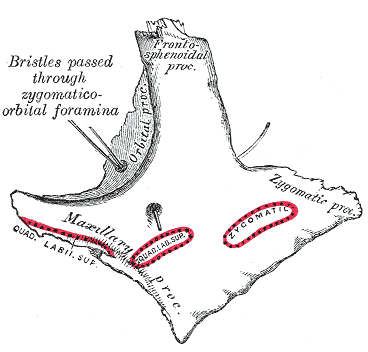
عظم الوجني الأيسر. سطح مالار.
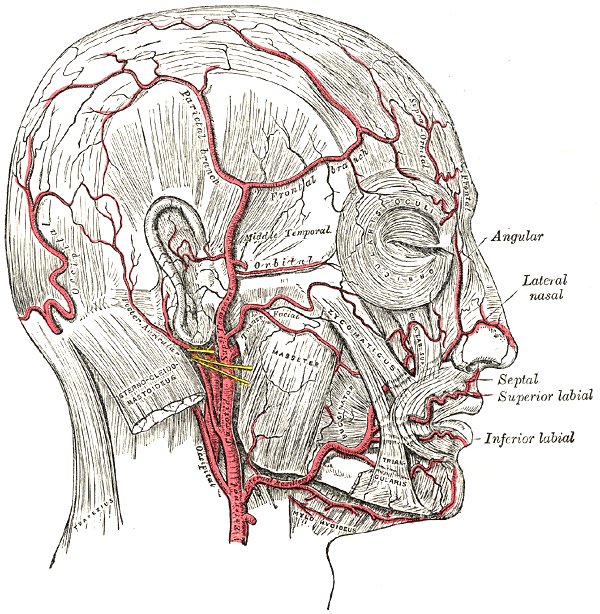
شرايين الوجه وفروة الرأس.